# Charles Pritchard
El reverendo Charles Pritchard (29 de febrero de 1808 - 28 de mayo de 1893) fue un astrónomo británico, clérigo y reformador educativo.
Fundó la Clapham Grammar School en 1834 e incluyó ciencias en el plan de estudios.

## Trabajos
- C. Pritchard (1866). The Continuity of the Schemes of Nature and Revelation: A Sermon Preached, by request, on the occasion of the meeting of the British Association at Nottingham. With remarks on some relations of modern knowledge to theology. London: Bell and Daldy.
- Occasional thoughts of an astronomer on nature and revelation (1889)
- Modern science and natural religion (1874)

### Obituarios
- MNRAS 54 (1894) 198
- Obs 16 (1894) 256

- Datos: Q2626475